# David Lack
David Lambert Lack, född den 16 juli 1910 i London, död den 12 mars 1973 i Oxford, var en engelsk evolutionsbiolog och ornitolog.
Lack, som var son till läkaren Harry Lambert Lack (senare ordförande för British Medical Association) och hans hustru Kathleen, studerade från 1924 vid Gresham's School och från 1929 vid Magdalene College, Cambridge, där han 1935 erhöll en MA och 1949 en doktorsgrad. Efter kriget, under vilket han arbetade med radar, blev han 1945 föreståndare för Edward Grey Institure of Field Ornithology vid Oxfords universitet, en tjänst han innehade till sin död 1973. Han valdes in som Fellow of the Royal Society 1951  och tilldelades dess Darwinmedalj 1972. 1948 tilldelades han William Brewster Memorial Award av American Ornithological Society och 1959 The Godman-Salvin Prize av British Ornithologists' Union Han gifte sig 1949 med Elizabeth Silva.
Lack är mest känd för sina studier av darwinfinkar (Darwin's Finches, 1947), Lacks princip (som säger att "kullstorleken hos en fågelart har anpassats genom selektion till att motsvara det antal som föräldrarna i genomsnitt klarar av att föda upp"), samt de två monografierna The Life of a Robin, 1943, om rödhake och Swifts in a Tower, 1956, om tornseglare.